# Arthrocereus
Arthrocereus A.Berger & F.M.Knuth – rodzaj sukulentów z rodziny kaktusowatych. Występuje w Brazylii (stan Minas Gerais).

## Systematyka
Pozycja systematyczna według APweb (aktualizowany system APG III z 2009)
Należy do rodziny kaktusowatych (Cactaceae) Juss., która jest jednym z kladów w obrębie rzędu goździkowców (Caryophyllales)  i klasy roślin okrytonasiennych. W obrębie kaktusowatych należy do plemienia Trichocereeae, podrodziny Cactoideae.
Pozycja w systemie Reveala (1993-1999)
Gromada okrytonasienne (Magnoliophyta Cronquist), podgromada Magnoliophytina Frohne & U. Jensen ex Reveal, klasa Rosopsida Batsch, podklasa goździkowe (Caryophyllidae Takht.), nadrząd  Caryophyllanae Takht.,  rząd goździkowce (Caryophyllales Perleb), podrząd Cactineae Bessey in C.K. Adams, rodzina kaktusowate (Cactaceae Juss.), rodzaj Arthrocereus A.Berger & F.M.Knuth. 
Gatunki"
- Arthrocereus glaziovii (K.Schum.) N.P.Taylor & Zappi
- Arthrocereus melanurus (K.Schum.) Diers, P.Br. & Esteves
- Arthrocereus rondonianus Backeb. & Voll
- Arthrocereus spinosissimus (Buining & Brederoo) F.Ritter